# ألي مكان (بوالحسن)
ألی مکان (بالفارسية: آلی مکان) هي قرية تقع في إيران في قسم بوالحسن الريفي. يقدر عدد سكانها بـ 49 نسمة بحسب إحصاء 2016.